# Er tanzte das Leben
Er tanzte das Leben ist ein Film des in Darmstadt lebenden polnischen Regisseurs Marian Czura, der (unter Mitarbeit des TAZ-Mitgründers Kuno Kruse) den jüdischen Flamencotänzer Sylvin Rubinstein mit der Kamera jahrelang begleitete. Aus dem gesammelten Material entstand eine überaus eindrucksvolle Kinodokumentation über Rubinsteins ergreifendes Schicksal.

## Handlung
Er tanzte das Leben erzählt das bewegte Leben des bis zu seinem Tode im April 2011 in Hamburg St. Pauli wohnenden, 1914 bei Moskau geborenen jüdischen Flamencotänzers Sylvin Rubinstein. Als Kind, zusammen mit seiner Zwillingsschwester Maria Rubinstein, von der Mutter nach Riga zu einer renommierten Primaballerina geschickt, um Tanzen zu lernen, werden die Geschwister wenige Jahre später als das Flamencoduo Imperio y Dolores europaweit in den großen Varietés begeistert gefeiert.
Der Film blickt mit Sylvin Rubinstein kurz zurück auf diese erste, von jugendlichem Glück geprägte Phase in Rubinsteins Leben, welche ihn bis zum damaligen Tage prägt und verfolgt.
Der Überfall Deutschlands auf Polen am 1. September 1939 überraschte die politisch bis dato uninteressierten Geschwister in Warschau. Sie waren dort gerade im bekannten „Cafe Adria“ beschäftigt.
Um die Mutter zu retten, trennten sich die Zwillinge nach einer überstürzten Flucht aus dem Ghetto. Maria fuhr nach Brody in der heutigen Ukraine, um die Mutter zu holen, während Sylvin Rubinstein sich auf die Reise nach Krakau begab, um gefälschte Pässe zu besorgen. Sie sollten sich nie wieder sehen. Verzweifelt ob des Verlusts seiner Nächsten, nahm der nun als Sylvin Turski lebende Rubinstein Kontakt zur in Krosno stationierten deutschen Widerstandsgruppe um den Wehrmachtsmajor Kurt Werner auf und entwickelte zu ihm ein freundschaftliches Verhältnis, das sich allerdings nach dem Krieg als schwierig erwies, weil Werner für Rubinstein als Deutscher zu dem Volk gehörte, das für die Ermordung von Millionen Juden und seinen Familienmitgliedern verantwortlich war. Werner, angetan von Rubinsteins agiler Art und seiner Fähigkeit, mehrere Sprachen zu sprechen, überzeugte ihn, während des Weltkriegs als Partisan gegen die Nazis zu kämpfen. Eine Szene des Films, für die damalige Zeit noch ungewöhnlich in Farbe, zeigt Rubinstein auf dem Markt von Krosno als Frau verkleidet. Weil er in Polen als Widerstandskämpfer gesucht und verfolgt wurde, zog er nach Berlin, um dort mit logistischer Unterstützung des Majors Werners als Partisan gegen die Nazis zu kämpfen und im Widerstand SS-Führer oder in der Judenverfolgung besonders aktive Personen zu töten.
Nach dem Krieg wandte er sich, ausgerechnet in Deutschland, wieder dem Tanz zu und erlebte eine zweite Blüte der Kunst. Doch nun trat er nicht mehr als Mann (Imperio) auf, sondern wurde auf der Bühne zu Dolores. In deren Gestalt lebt er den fürchterlichen Verlust der Schwester, huldigt ihr und gedenkt ihrer im Tanz.
Bis zu seinem Tod lebte er als zwar alter, aber hochaktiver Mann in St. Pauli in Hamburg, half nach seinen Möglichkeiten den Armen und hatte im Jahr 2006 seinen letzten Tanzauftritt in der unvergesslichen Gestalt der Dolores.
Der Film begleitet ihn auf den ersten Reisen zurück an die Orte seiner Vorkriegszeit, der Untergrundtätigkeit und des Neubeginns, nach Warschau, Brody, Krosno und Hamburg.
Der Film wurde im Laufe der Jahre in Programmkinos und mehrfach im Fernsehen auf ARTE und im MDR gezeigt.

## Kritiken
- FAZ: Ein faszinierendes Portrait
- Die Welt:  Abenteuer eines Artisten und antifaschistischen Agenten – Man muss diesen Film sehen; er zeigt, wie viel Geschichte in ein Menschenleben passt, wenn es wirklich gelebt wird.
- UAZ: Es gibt kaum ein Schicksal, das das Schöne und Grausame des vergangenen Jahrhunderts so eindrucksvoll widerspiegelt wie das von Sylvin Rubinstein.

## Trivia
Der nach dem Krieg zeitweise bei Rubinstein lebende Komponist Michael Jary widmete ihm 1951 das Lied: Das machen nur die Beine von Dolores.